# Cypridinodes wyvillethomsoni
Cypridinodes wyvillethomsoni is een mosselkreeftjessoort uit de familie van de Cypridinidae. De wetenschappelijke naam van de soort is voor het eerst geldig gepubliceerd in 1880 door Brady.